# Paul Guermonprez
Paul Gustave Sidonie Guermonprez (28. prosince 1908 v Gentu – 10. června 1944, Overveen) byl belgicko-nizozemský fotograf a odbojář proti německé okupaci Nizozemska během druhé světové války.

## Životopis
Během první světové války uprchla Guermonprezova rodina z belgické bojové zóny do neutrálního Nizozemska, kde Paul Guermonprez navštěvoval po základní škole školu Amsterdamse Suikerschool. V letech 1929 až 1932 pracoval na cukrových plantážích v Nizozemské východní Indii a jako amatérský fotograf dokumentoval každodenní život Indonésanů. Guermonprez odešel do Berlína v roce 1932 studovat fotografii u Waltera Peterhansa na výtvarné škole Bauhaus, která byla v Dessau uzavřena v roce 1932. Po předání moci národním socialistům v roce 1933 se vrátil do Amsterdamu a založil reklamní společnost Co-op 2.

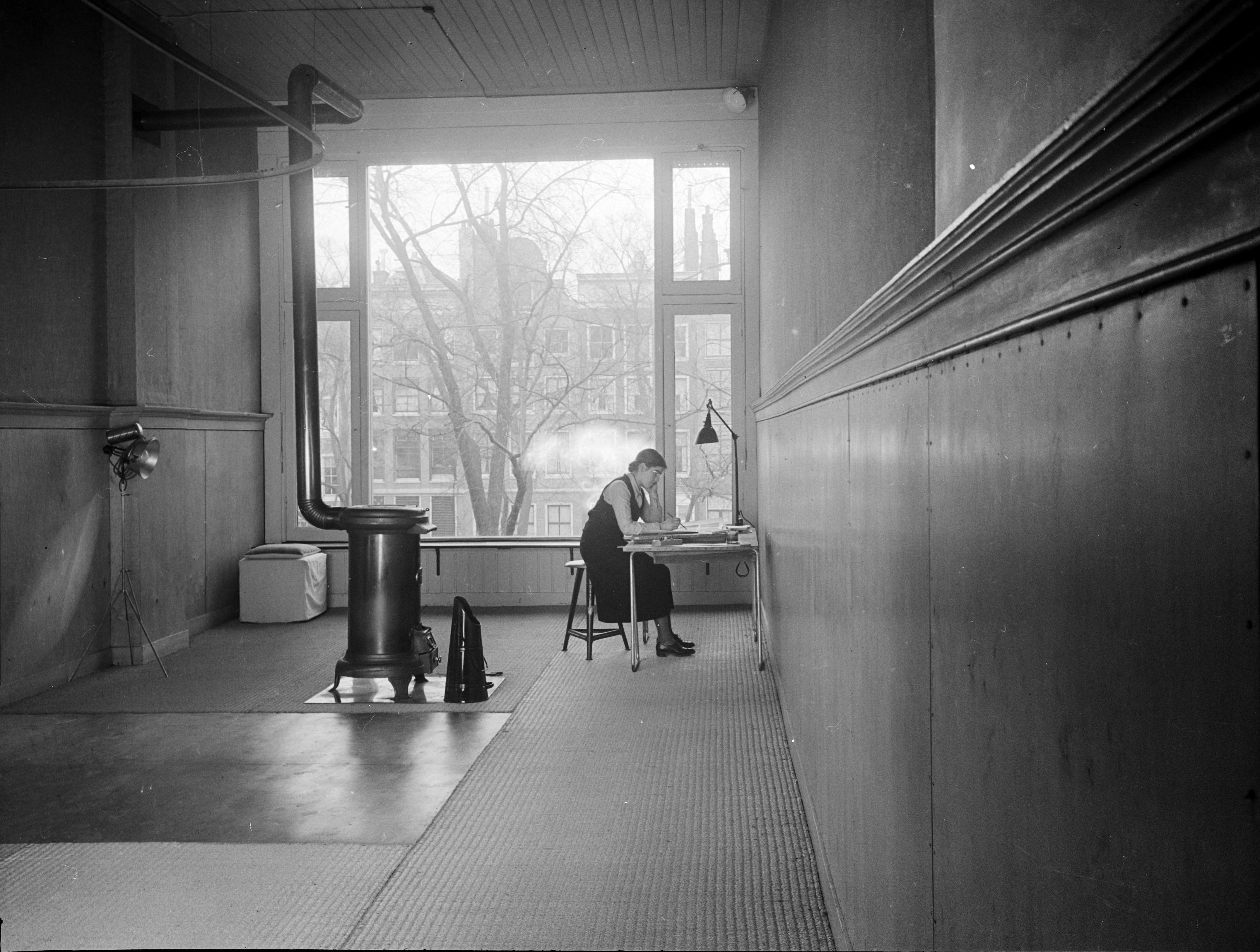
Trude Guermonprez ve studiu Co-op 2 (1937)

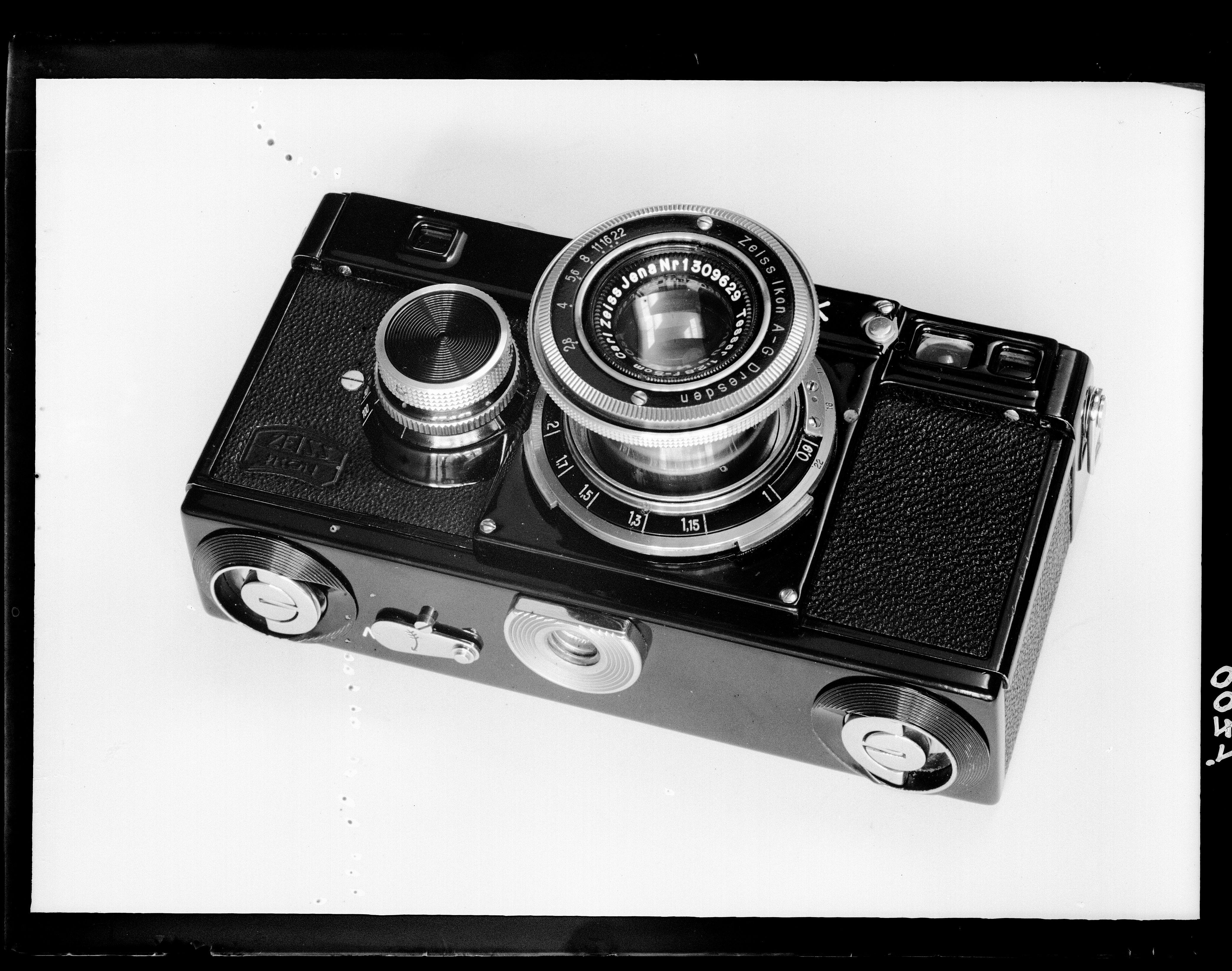
Contax

V roce 1935 působil nějaký čas v Paříži a od té doby pracoval v Haagu. V roce 1937 podnikl výlet do království Jugoslávie. V roce 1939 se Guermonprez oženil s textilní umělkyní Gertrudou Jalowetz (1910–1976), která uprchla z Německa. Guermonprez vyučoval od roku 1934 na amsterdamské Nieuwe Kunstschool a od roku 1935 na Koninklijke Academie van Beeldende Kunsten v Haagu. Když v roce 1939 vypukla válka , byl povolán jako důstojník nizozemské armády a propuštěn po německé okupaci Nizozemska v roce 1940. V roce 1942 uzavřel svoji reklamní společnost na protest proti založení Nederlandsche Kultuurkamer, která byla zřízena okupační správou koncem roku 1941 jako povinná organizace založená na říšské komoře kultury.
Guermonprez byl poprvé zatčen na tři týdny v roce 1941. Od 4. května 1942 do 30. července 1943 byl rukojmím v Kamp Sint-Michielsgestel. Po podmíněném propuštění se skrýval s pomocí nizozemského odporu. Zúčastnil se různých odbojových kampaní a po zatčení v roce 1944 byl popraven.
Po válce byl Guermonprez pohřben na Bloemendaalském hřbitově cti. Posmrtně mu bylo uděleno vyznamenání Verzetskruis.

## Galerie

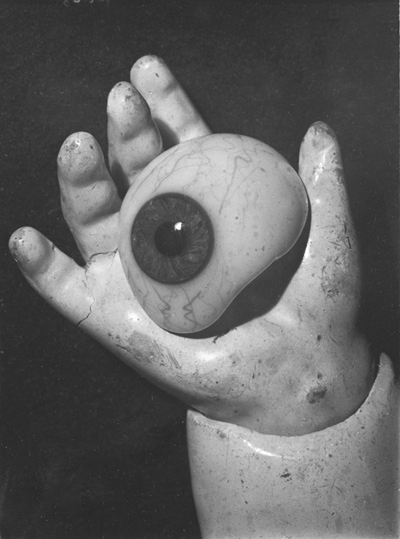
Het oog in de hand, Paul Guermonprez, 1937
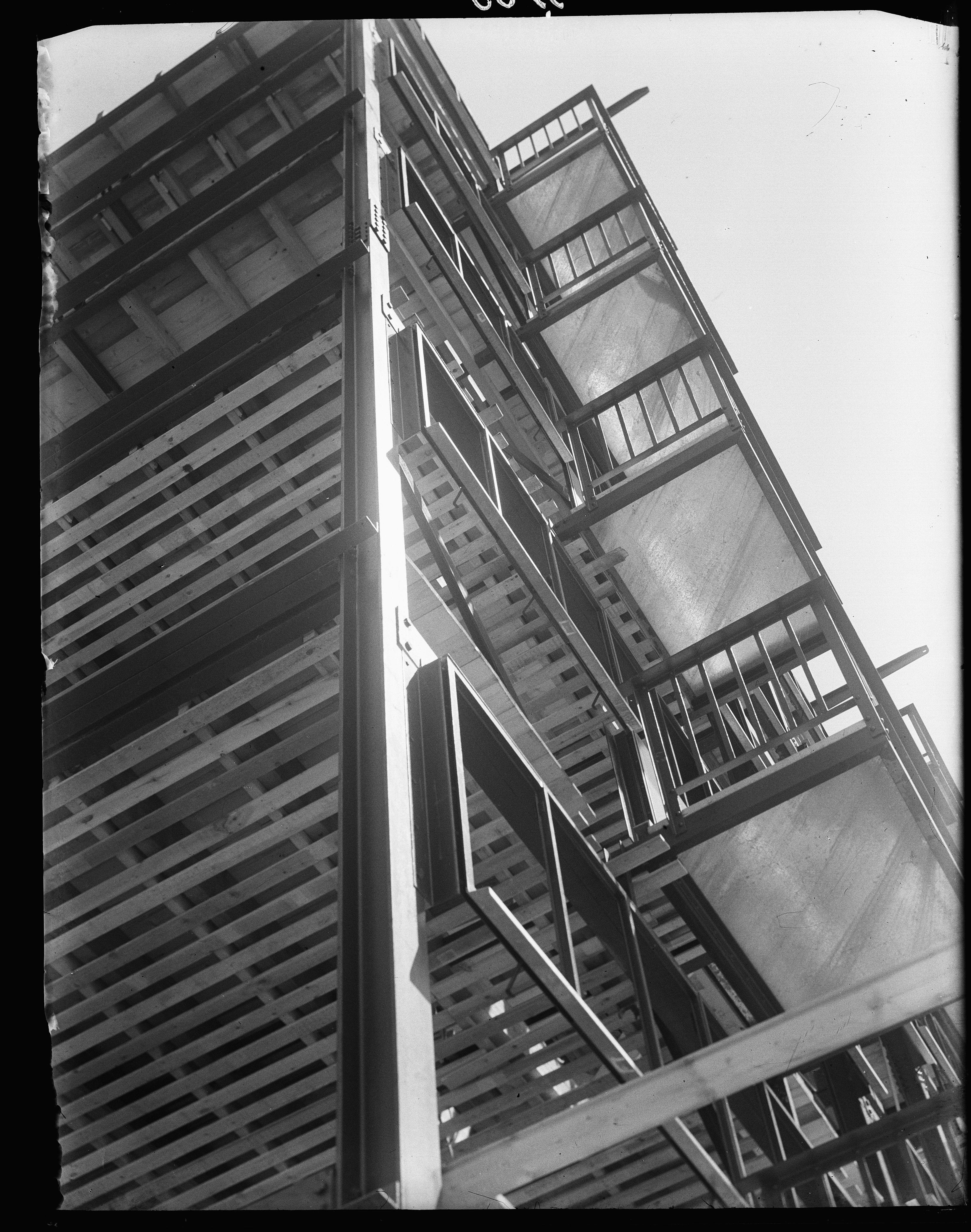
Zomerdijkstraat Amsterdam
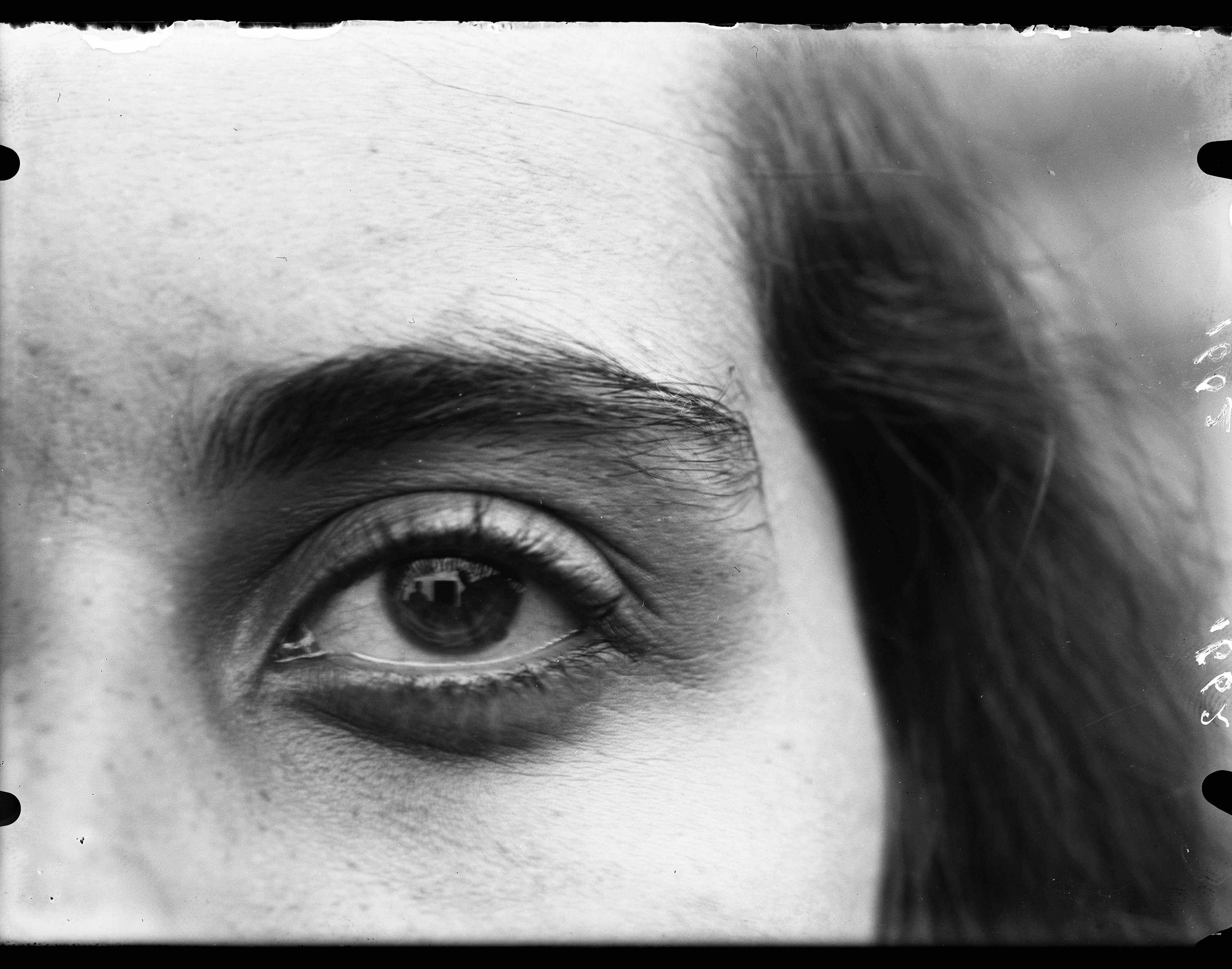
Ženské oko
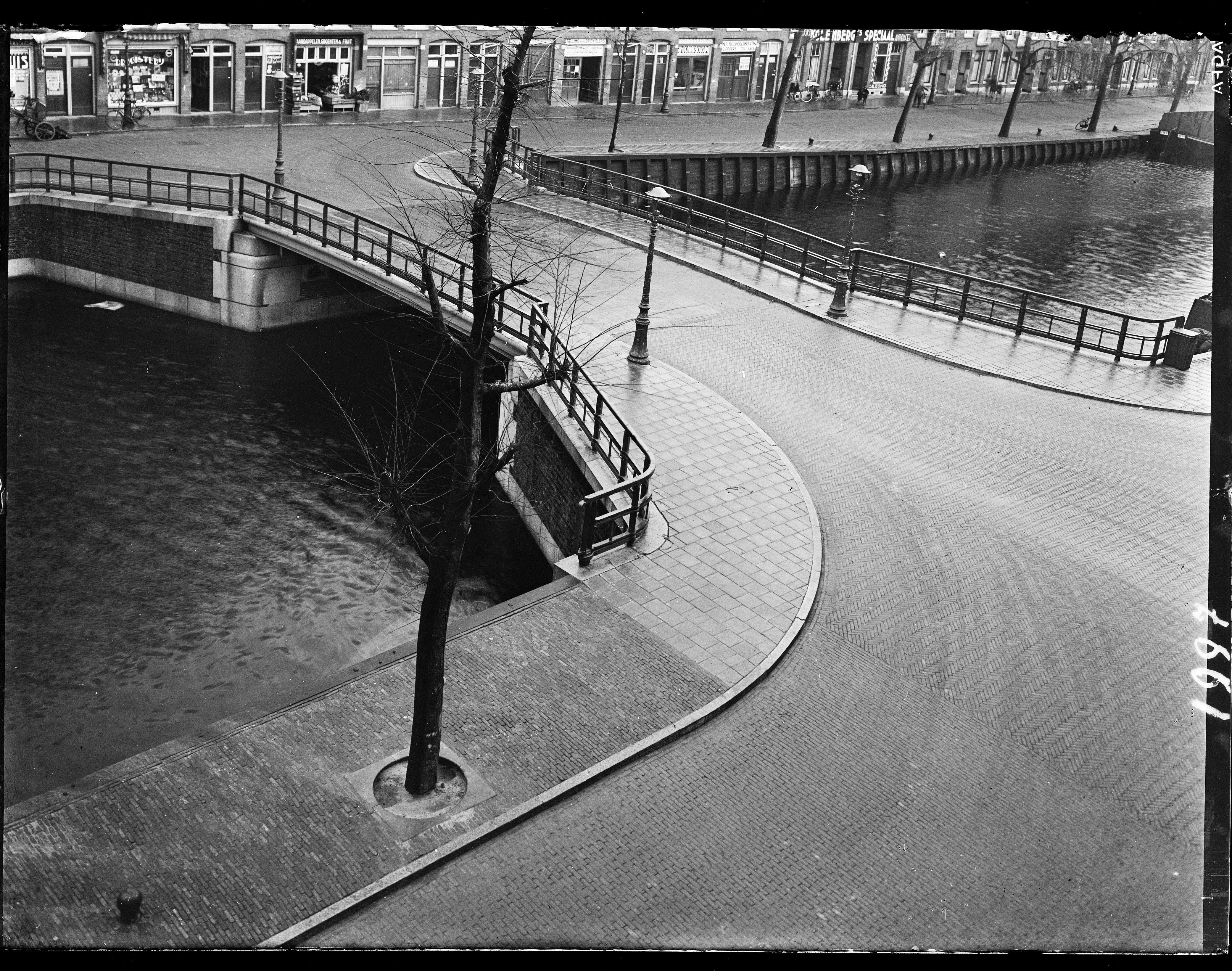
Pieter Langendijkstraat, Amsterdam
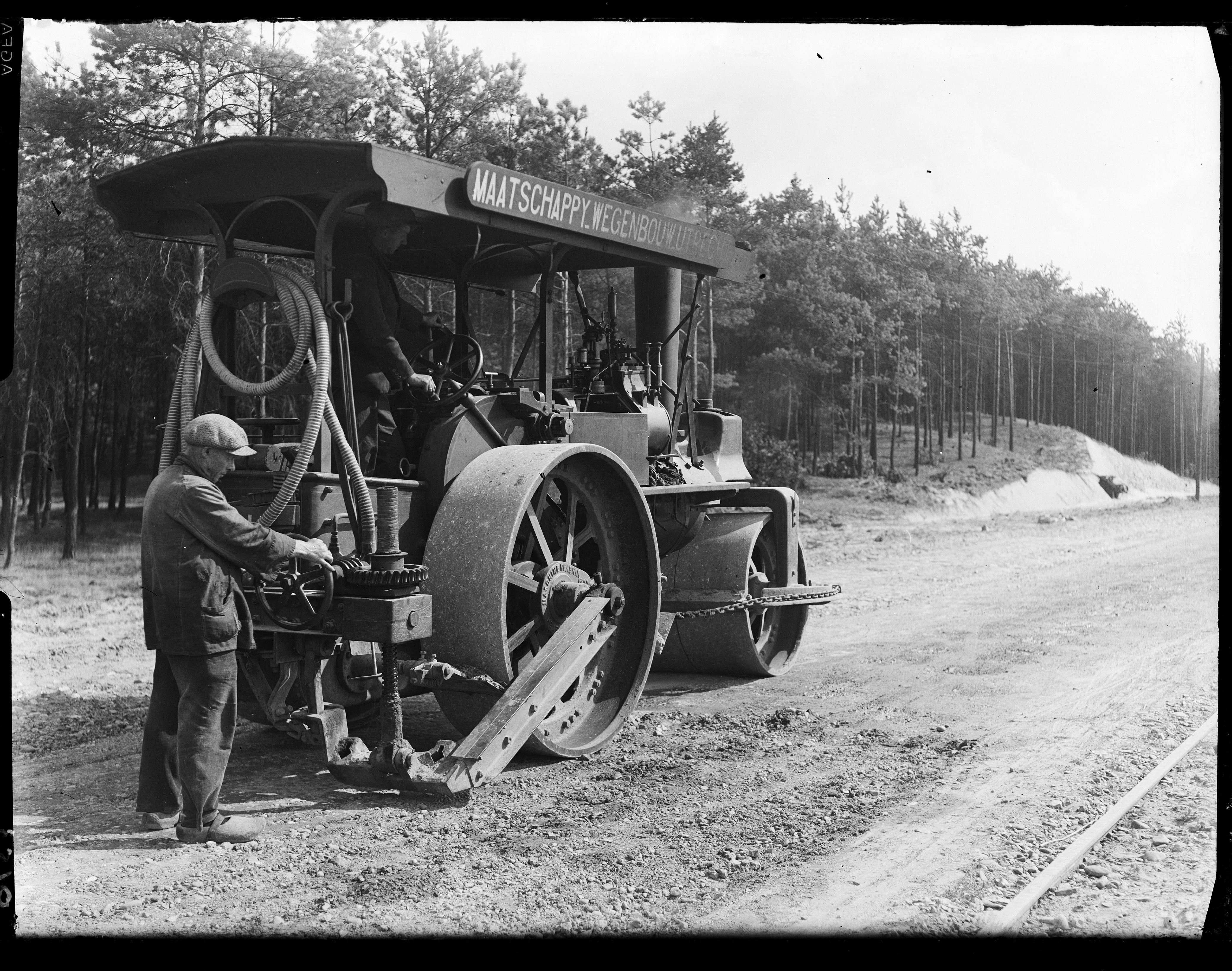
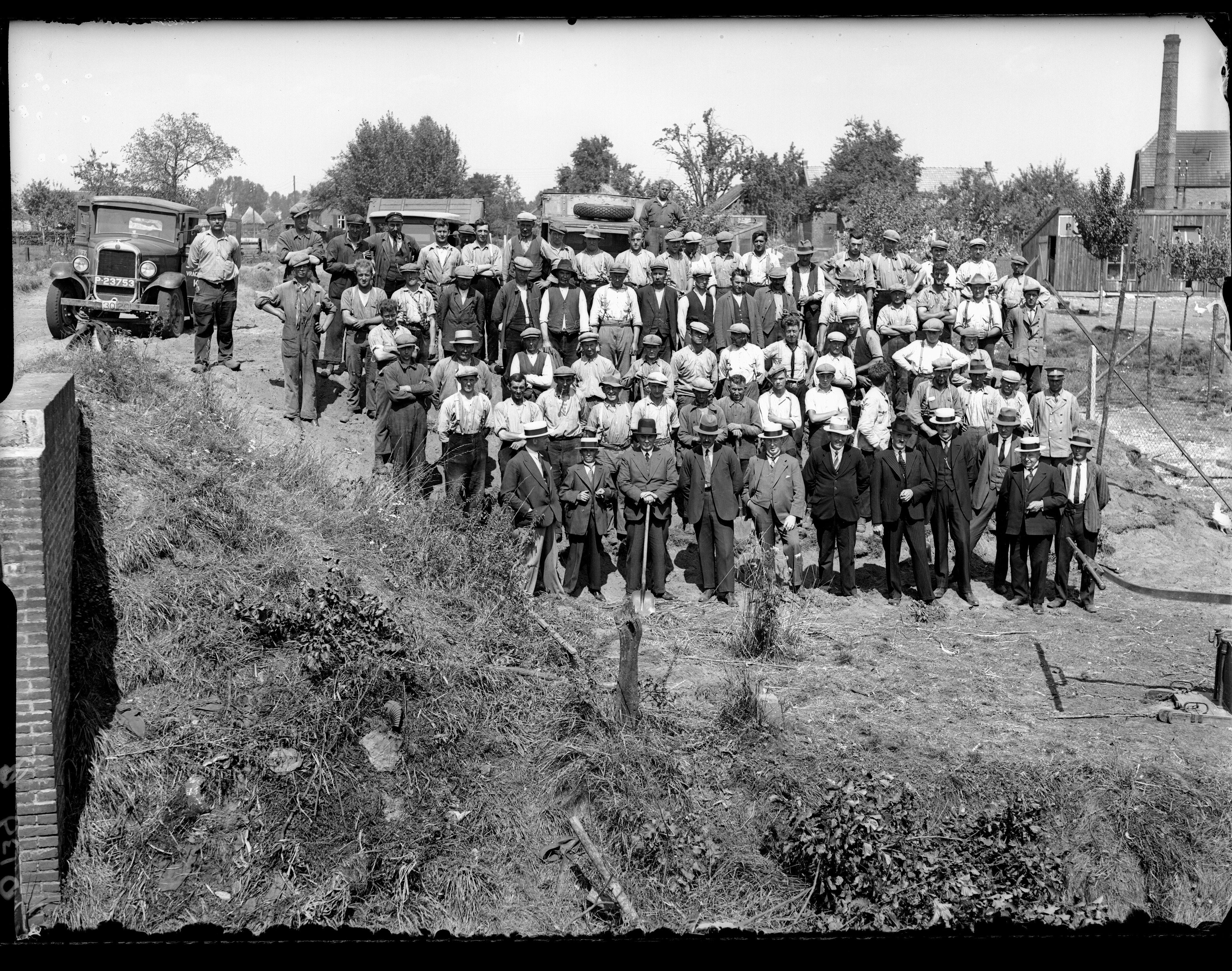
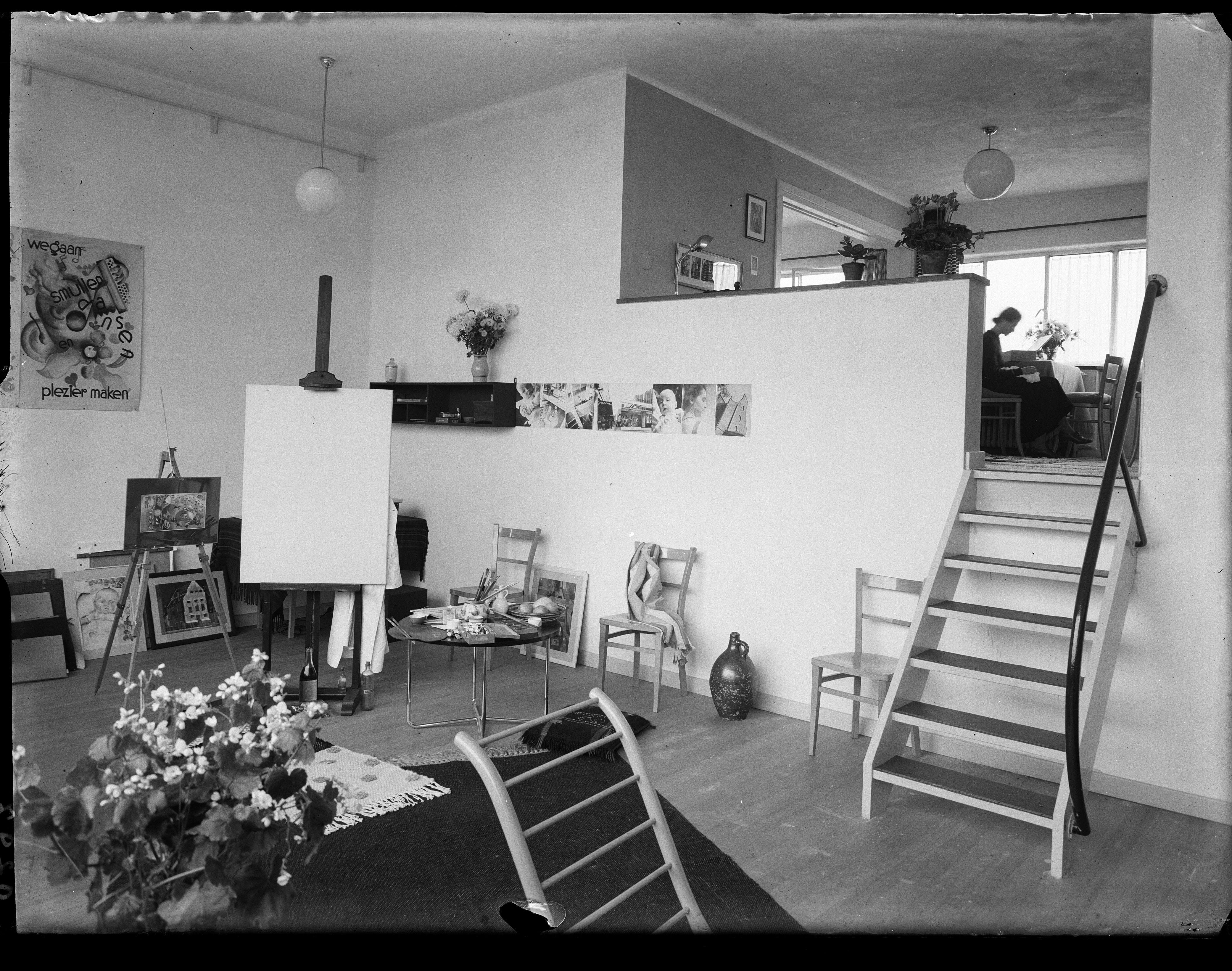
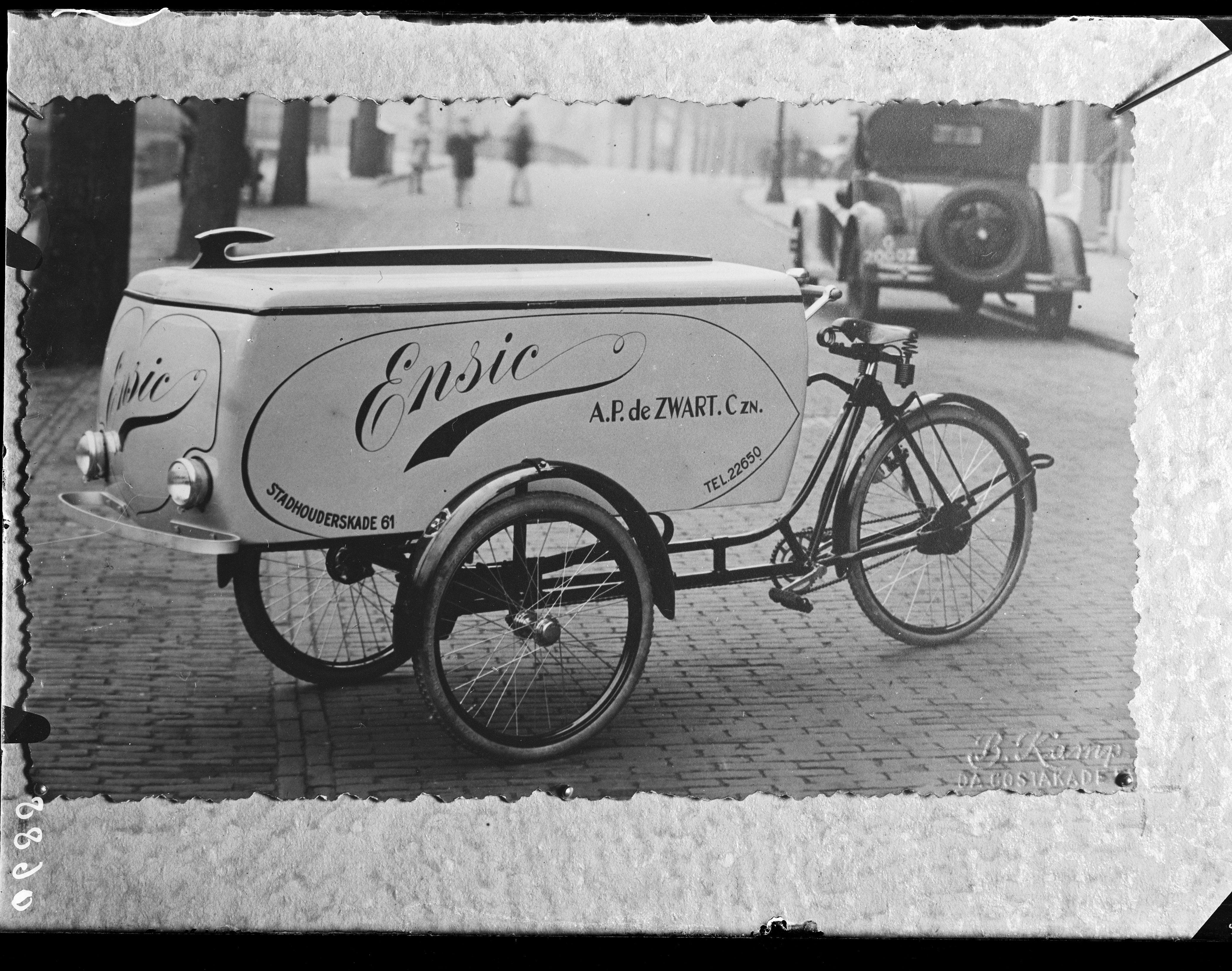
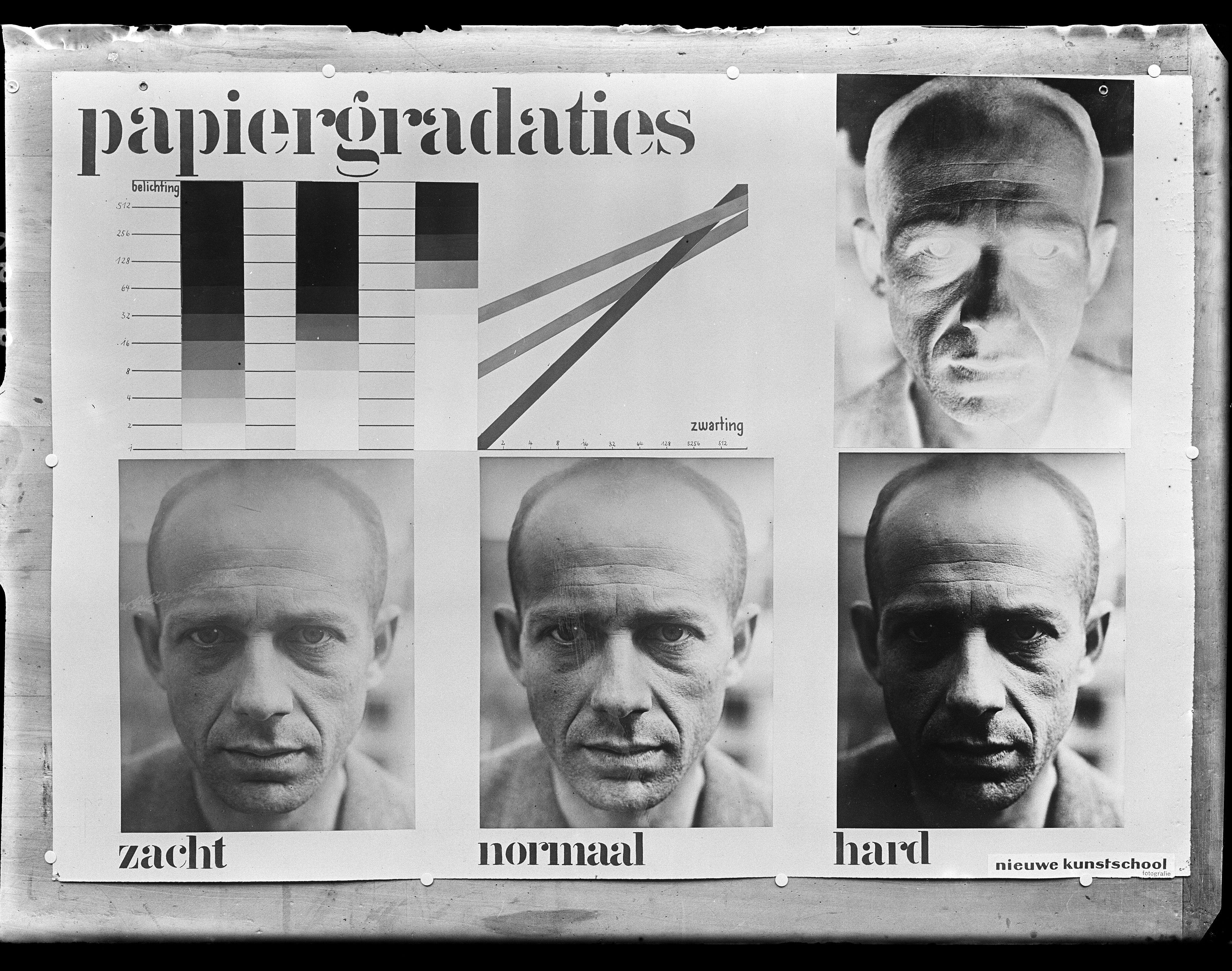
Zkoušky papíru různé gradace, měkký, normální, tvrdý kontrast
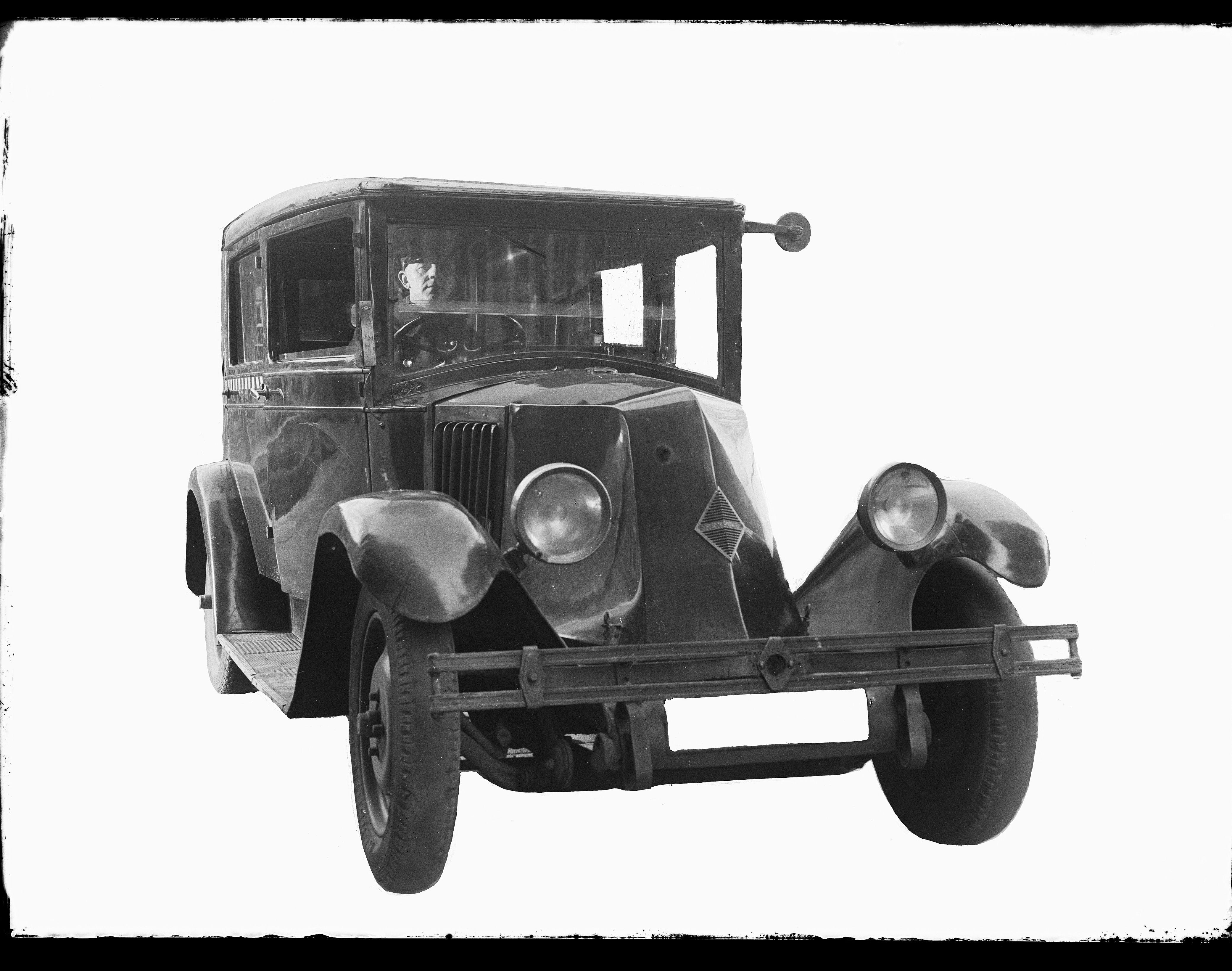
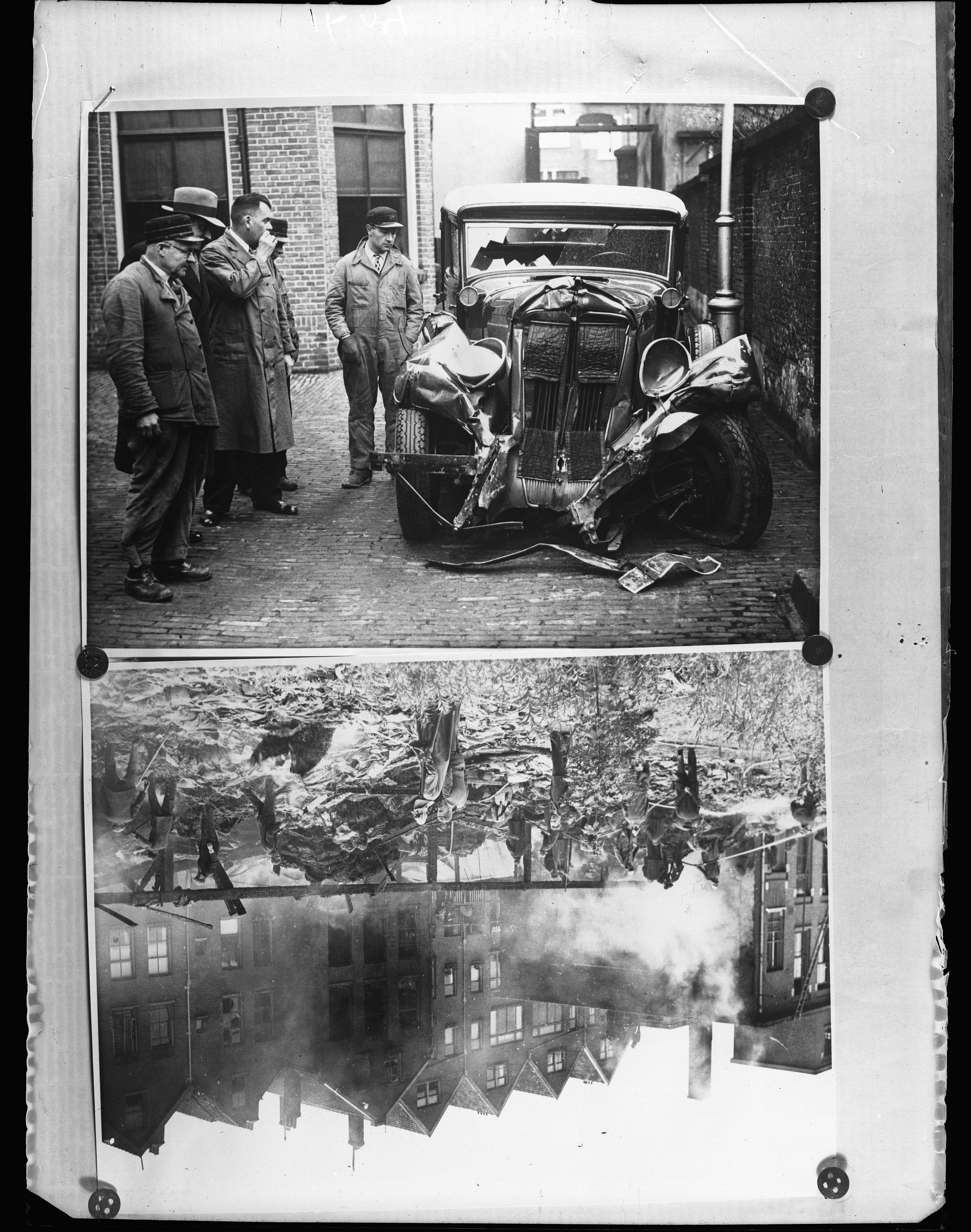
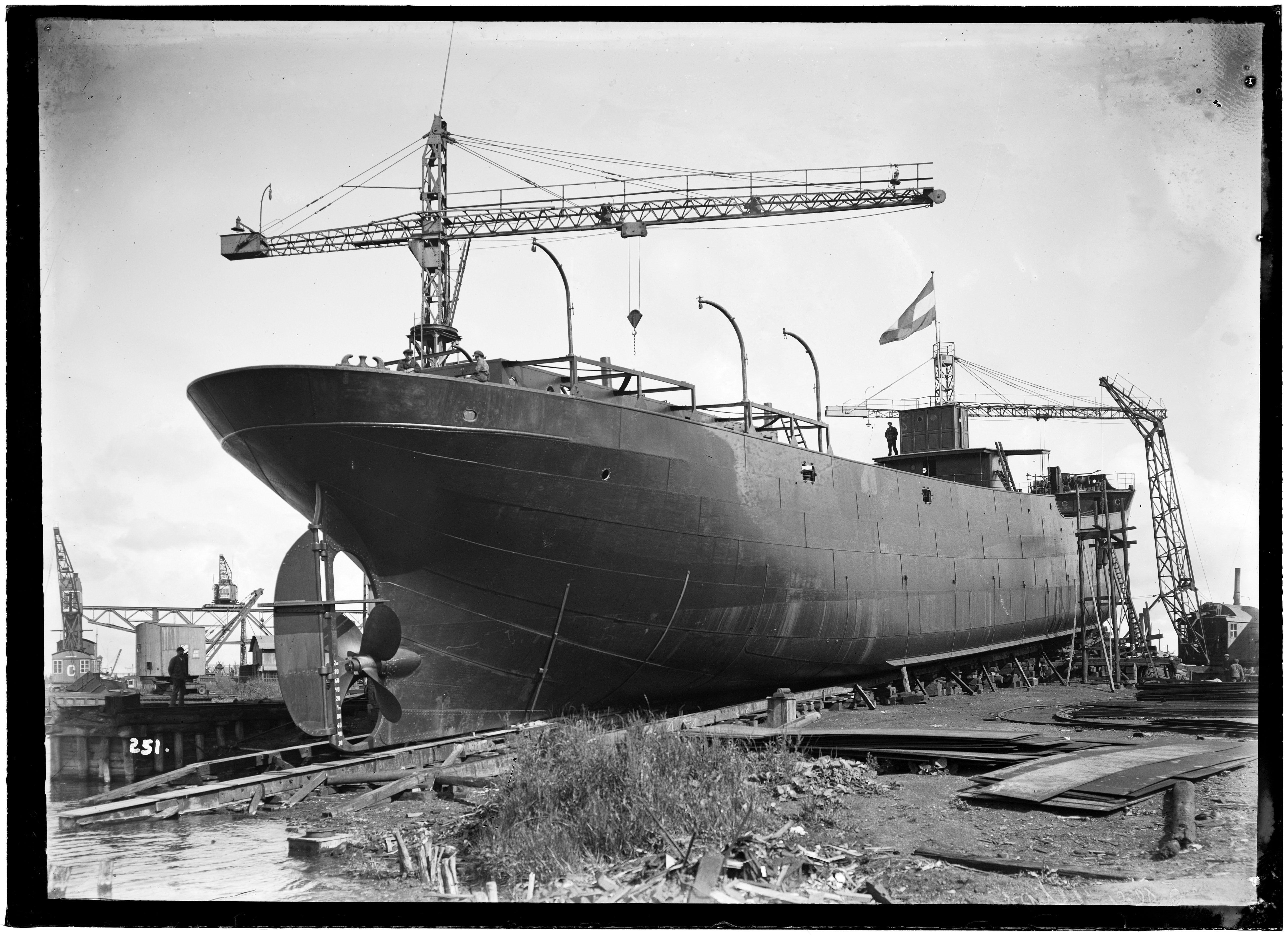
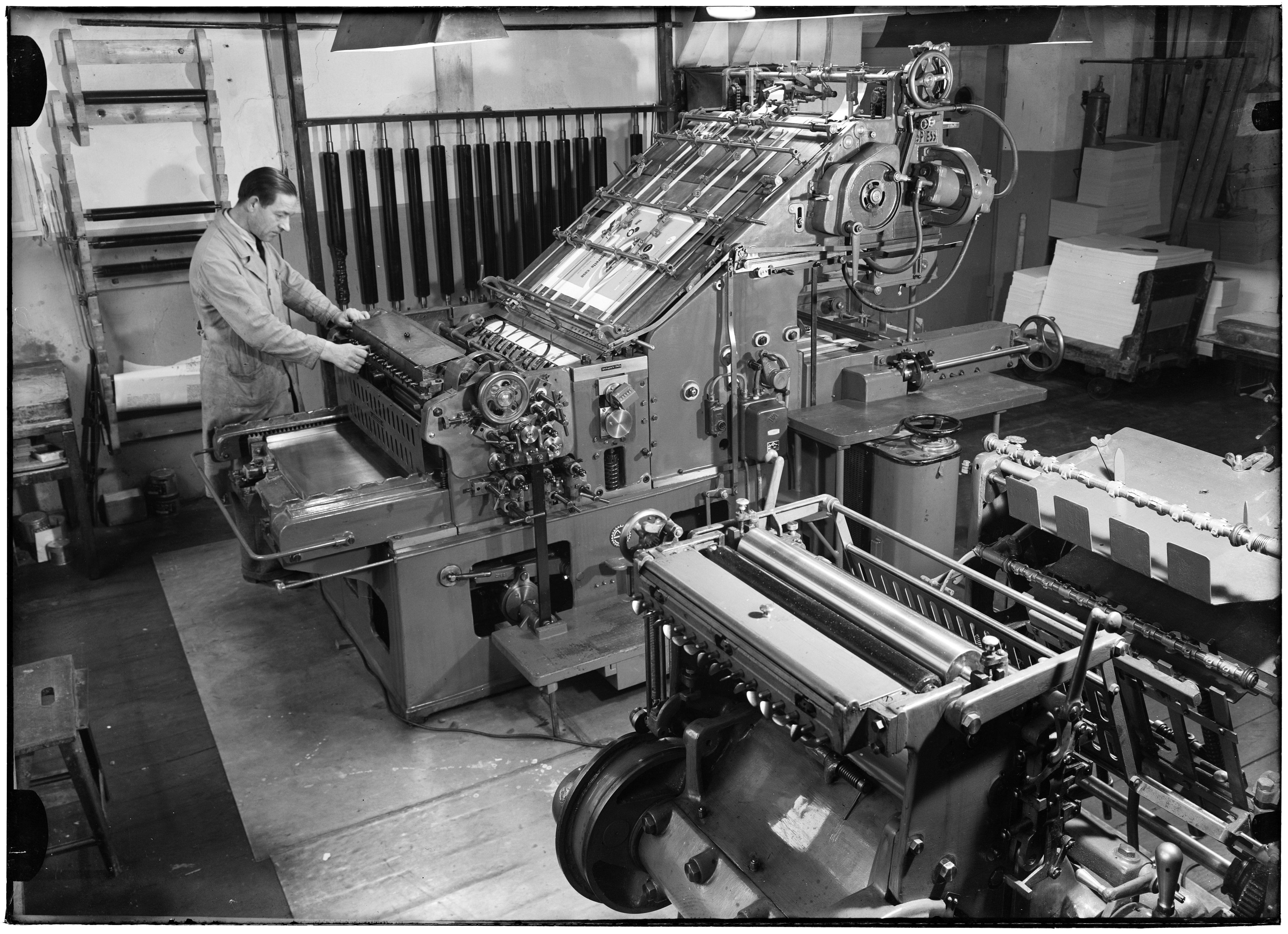

## Publikace (výběr)
- Evina jongste je zlá : schoonheden van het zwakke en zwakheden van het schoone geslacht. Ilustrace Leo Meter. Amsterdam : Bigot en Van Rossum, 1938
- Praatjes en plaatjes van de soldaatjes. Ilustrace Wima van Overbeeka. Amsterdam : H. Meulenhoff, 1940
- Neerlandovy zóny Neerlandovi hrdinové : oude songs behave in prijzende het leven van menig dapperen strijder voor zijn vaderland. Před odesláním T. Guermonprez [sic!], Geïllustreerd od L. Meter en van een voorwoord voorzien od JWF Werumeus Buning. Zeist : Dijkstra, 1942